# Phorbia masculans
Phorbia masculans este o specie de muște din genul Phorbia, familia Anthomyiidae. A fost descrisă pentru prima dată de Huckett în anul 1948.
Este endemică în New Mexico. Conform Catalogue of Life specia Phorbia masculans nu are subspecii cunoscute.